# Реактивні потоки
Реакти́вні пото́ки (англ. Reactive Streams) — це ініціатива із запровадження стандарту для асинхронної потокової обробки із неблоковним зворотним тиском.
Основним завданням реактивних потоків є керування обміном потоковими даними через асинхронну межу — таку, як передача елементів до іншої нитки або пулу ниток — забезпечуючи, що одержуюча сторона не змушується буферизувати необмежену кількість даних. Іншими словами, зворотній тиск є невід’ємною частиною цієї моделі щоби дозволити чергам, які обслуговують взаємодію ниток бути обмеженими.
Задумано дозволити створення багатьох сумісних реалізацій, які в силу дотримання правил стандарту зможуть безпроблемно взаємодіяти, зберігаючи згадані переваги і характеристики вздовж усього графу обробки потоку.
Обсягом стандарту є мінімальний набір інтерфейсів, методів і протоколів, які описують необхідні операції та об'єкти для досягнення асинхронних потоків даних із неблокуючим зворотнім тиском. Предметно-орієнтована мова (DSL) або API цілеспрямовано були залишені за межами стандарту з метою заохочення і дозволу різних реалізацій.
Ініціатива реактивних потоків почалася наприкінці 2013 року між інженерами Netflix, Pivotal і Typesafe. Найперші обговорення відбулися у 2013 році між командами Play і Akka у Typesafe. Typesafe є одним із основних розробників реактивних потоків. Інші учасники включають  Red Hat, Oracle, Twitter і spray.io Ведеться робота, щоб зробити реалізацію реактивних потоків на Java частиною Java 9: Даг Лі, лідер JSR 166, запропонував новий клас Flow який реалізує інтерфейси описані у стандарті Реактивних потоків.
30 квітня 2015 вийшла версія 1.0.0 реактивних потоків для JVM, включно із Java API, текстовою специфікацією, TCK та прикладами реалізації. Існує ряд сумісних реалізацій, які перевірені за допомогою TCK на відповідність стандарту, перелічені у алфавітному порядку:
- Akka Streams[12][13]
- MongoDB[14]
- Ratpack[15]
- Reactive Rabbit — драйвер для RabbitMQ/AMQP
- Spring і Pivotal Reactor[16]
- Netflix RxJava[17]
- Slick 3.0.[18][19]
- Vert.x 3.0[20]

Інші реалізації включають Cassandra, Elasticsearch, Apache Kafka, Parallel Universe Quasar, Play Framework.

## Ланки
- Ця стаття включає текст із http://www.reactive-streams.org/ [Архівовано 15 січня 2016 у Wayback Machine.], опублікований під ліцензією CC0 1.0 Universal (CC0 1.0) Public Domain Dedication.